# Million Dollar Maybe
Million Dollar Maybe, titulado, Tal vez un millón de dólares en Hispanoamérica y Million Dollar Homi en España, es el undécimo episodio de la vigesimoprimera temporada de la serie animada Los Simpson. Se emitió el 31 de enero de 2010 por Fox. Chris Martin fue la estrella invitada.En Hispanoamérica se estrenó el 11 de julio de 2010.

## Sinopsis
Homer Simpson, Carl Carlson y Lenny Leonard están en la Planta nuclear de Springfield, con la galleta de la fortuna. A Homer le toca la frase de que tendrá mucha suerte. En tanto, Homer se olvida de ir a la noche de bodas de Valerie y Dave, dónde Marge y Homer les prepararon una canción. Mientras tanto, Homer tras ir directo a la noche de bodas, se encuentra con Ricardo Bomba, pero el también sufre otro accidente al igual que Homer.
En el hospital, Homer se da cuenta de que ganó la lotería de anoche. Entonces, Homer hace que Barney sea el ganador de la lotería, para que Marge no sospeche, en tanto intenta decirles. Barney le aconseja a Homer que gaste el dinero para todo lo que necesite la familia, en tanto lo llena de regalos anónimos: el primero es una lavadora nueva, que va para Marge, y el último es el concierto privado de Coldplay, sólo para Bart y él. En el castillo de retiro de Springfield, Lisa descubre que las personas mayores en hogares de ancianos no tienen ningún espectáculo, por lo cual decide comprar un convertidor de televisión digital. Sin embargo, mientras está en la tienda para comprarlo, ella descubre que el Sr. Burns está muy feliz jugando Funtendo Zii Sports. Lisa decide que comprar el dispositivo para la tercera edad, logrará la esperanza de que se sentirá más joven y más feliz. 
Al jugar con el Funtendo Zii, la tercera edad logra sentirse animada y se sienten muy felices y sentirse más joven. Sin embargo, las enfermeras en la casa tendrán que trabajar más duro después de su trabajo, motivando a la enfermera a meter al Zii a lavar en el lavavajillas, provocando su rotura, provocando que las personas mayores a su vez vuelvan a estar en estado inmóvil. Mientras tanto, Bart descubre que Homer ganó la lotería, viendo a Homer cómo trata de sacar el dinero del tronco del árbol. Bart le da una lección, pero Homer se niega a hacer la tarea y va directo hacia donde Marge y le dice toda la verdad. Finalmente, Homer le da el último regalo a Marge; un viaje en globo. Y también un mensaje que dice "El amor de mi vida", con la cara de Marge arriba, el episodio termina con Marge y Homer cantando la canción que iban a cantar para la noche de bodas. Luego sale otro mensaje con flores de Homer, que dice Phew!.